# Souad Dinar
Pour les articles homonymes, voir Dinar (homonymie).
Souad Dinar, née le 16 août 1977 à Istres, est une haltérophile française. Membre de l'équipe de France senior de 1999 à 2008, elle est aussi professeur de sport (Ministère des Sports), entraîneur national et responsable du pôle « France Jeune » de 2014 à 2018.

## Palmarès
- Record de France des -58 kg et -63 kg[1]
- Championne de France en 1998, 2000, 2001, 2004, 2005 et 2007
- Participante ou finaliste aux championnats d’Europe et du monde[2] en 1999, 2000, 2001, 2002, 2004, 2005, 2006 et 2007, meilleurs classements :
  - 4e aux championnats d'Europe 2005
  - 8e aux championnats du monde 2005
- Médaille d'or au Tournoi de l'Union Européenne 2000
- Médaille d'argent au Tournoi de l'Union Européenne 2001
- Médaille d'argent aux Jeux méditerranéens de 2005 à Almeria ( Espagne)